# Hiregonnagar, Kushtagi
Hiregonnagar là một làng thuộc tehsil Kushtagi, huyện Koppal, bang Karnataka, Ấn Độ.